# 母国党
母国党（タイ語:พรรคมาตุภูมิ Phak Matubhum）は、タイの政党。
2008年創設。タクシン・シナワットが創設した旧タイ愛国党のなかのワダ会派（ムスリム政治家の派閥）や国家貢献党からの離脱者が結成した。主な支持基盤はタイ深南部三県に多いムスリム住民。
2009年には2006年の軍事クーデターを主導したソンティ・ブンヤラットカリンが入党し党首に就任した。ソンティはタクシンを首相から追い落とした立役者であるが、タクシン派の政党であるタイ貢献党との連携も排除しない姿勢を見せた。
2011年の下院総選挙では、2議席を獲得した。